# 다윈 공습
다윈 공습(영어: Bombing of Darwin)은 1942년 2월 19일 오스트레일리아 북부의 다윈에 대한 일본군의 폭격을 말한다. 태평양 전쟁에서 중요한 군사작전중 하나였으며, 오스트레일리아 국민들에게 충격과 공포를 안겨줌과 동시에 일본에 대한 적개심을 불러일으켰다. 이 폭격은 1942년부터 1943년까지 약 100회에 걸친 대호주 공습의 첫 번째였으며, 일명 오스트레일리아판 진주만 공격이라고도 부른다. 다윈은 물론 진주만보다 군사적 중요도가 낮았지만 진주만에 비해 더 많은 폭탄이 투하되었다. 공습 당시, 다윈에는 일반시민 약 5천 명 중 대부분이 대피하여 2천명 정도가 남아 있었으며 15,000명의 연합군 병력이 주둔해 있었다.

## 배경
1942년 다윈은 노던 테리토리의 수도였지만 민군 인프라가 제한된 작은 마을이었습니다. 호주 북부의 전략적 위치로 인해 1930년대와 제2차 세계대전 초기에 호주 왕립 해군(RAN)과 호주 왕립 공군(RAAF)이 이 마을 근처에 기지를 건설했다. 다윈의 전쟁 전 인구는 5,800명이었다.
1941년 8월 초, 다윈은 필리핀 폭격기 강화를 위해 중부 태평양에서 일본의 위임을 통과하는 항로를 피하기 위해 설계된 남태평양 항공 페리 항로의 핵심이었다. 이 항로를 최초로 이용한 비행은 9월 5일 제14폭격비행대대(H)의 B-17D 폭격기 9대가 하와이를 출발하여 9월 10~12일 다윈을 통과했을 때 발생했다. 1941년 10월까지 USAT의 돈 에스테반을 포함한 두 척의 선박에 연료와 보급품을 공급하고 전쟁이 발발했을 때 적극적으로 참여하는 계획이 진행 중이었다. 1941년 11월까지 호주는 호주의 B-17 폭격기의 요구를 충족하기 위해 다윈을 포함한 훈련 기지, 유지보수 시설, 군수품 보관, 통신 및 비행장 개선을 허용하기로 합의했다.
1941년 12월 초 태평양 전쟁이 발발한 후 다윈의 방어는 강화되었다. 전쟁 전에 수립된 계획에 따라 이 마을에 주둔한 여러 호주 육군 및 RAAF 부대는 암본과 티모르 섬의 방어를 강화하기 위해 네덜란드 동인도 제도(NEI)로 파견되었다. 1941년 12월 20일 미 육군 참모부는 필리핀과 네덜란드 동인도 제도를 지원하기 위한 임시 계획을 워싱턴에서 완료했다. 이 계획은 다윈을 브리즈번에 보급품을 착륙시키고, 육로를 통해 다윈으로, 항공 및 봉쇄 작전을 수행하는 선박을 통해 이러한 병력을 공급하는 환적 노력의 중심지로 구상했다. 실제로는 해상으로 다윈으로 운송하는 것이 필요했다. 다윈 기지 건설과 자바 및 필리핀 군대 지원을 위한 보급품과 운송이 다윈과 그 인근에 모였다. 공습이 있기 두 달 전에는 2,000명을 제외한 모든 민간인이 마을에서 대피했다. 1942년 1월 일본 잠수함 I-121과 I-123이 다윈 앞바다에 기뢰를 설치했다.
1942년 2월 중순, 다윈은 NEI 방어를 위한 연합군의 중요한 기지가 되었다. 일본군은 1941년 12월부터 1942년 2월 초 사이에 암본, 보르네오, 셀레베스를 점령했다. 티모르에 대한 상륙은 2월 20일로 예정되어 있었고 얼마 지나지 않아 자바 침공이 이루어질 계획이었다. 연합군의 간섭으로부터 이러한 상륙을 보호하기 위해 일본군 사령부는 다윈에 대규모 공습을 실시하기로 결정했다. 2월 10일, 일본군 정찰기가 마을 상공을 비행하여 다윈 항구의 항공모함(실제로 해상 입찰 USS 랭글리호), 구축함 5척, 상선 21척, 그리고 마을의 두 비행장에서 30대의 항공기를 확인했다.
항구에 있던 선박 중에는 티모르를 강화하는 데 실패한 USS 휴스턴 호송대의 공격 전날 아침 귀환한 선박도 포함되어 있었다. 휴스턴은 자바로 출발했지만 호주군을 티모르로 수송하려던 마우나 로아 호와 메이그 호, 다윈에 미 보병 연대를 파견했던 미 육군 수송선 포트마르 호와 툴라기 호를 떠났다.

## 전조

### 방어 전력
다윈이 호주를 방어하는 데 있어 전략적으로 중요함에도 불구하고 이 도시는 제대로 방어되지 않았다. 호주 육군의 대공 방어는 고공에서 비행하는 항공기에 대응하기 위한 16개의 QF 3.7인치 AA 포와 2개의 3인치 AA 포, 저고도에 사용할 수 있는 소수의 루이스 경기관총로 구성되었다. 이 포의 승무원들은 탄약 부족으로 인해 최근 거의 훈련을 실시하지 않았다. 마을 안팎에 주둔한 공군은 전투기로 사용되던 CAC 위라웨이 고등 훈련기를 장착한 12중대와 록히드 허드슨 경폭격기를 운용하는 13중대로 구성되었다. 2중대 3명과 13중대 3명의 허드슨 6명도 티모르에서 대피한 후 2월 19일 다윈에 도착했다. 공습 당일 다윈에 있던 6개의 위라웨이 중 어느 것도 사용할 수 없었다. 사건 당시에는 공습에 대한 조기 경고를 제공하는 기능적 레이더가 없었고, 마을의 민방위는 기능적으로 문제가 있었다. 빅토리아 판사 찰스 로우가 이끌고 공습이 발생한 직후 조사에 임명된 로우 위원회는 다윈이 2월 19일에 발생한 규모의 공습에 대비하기 위해 36개의 대공포와 250대의 전투기가 필요했을 것으로 추정한다는 통보를 받았다. 호주군 외에도 미 육군(USAAF) 커티스 P-40 워호크 10대가 공격 당일 다윈을 지나 자바로 향하고 있었다. P-40 조종사들은 전투 경험이 거의 없었다.
공습 당시 다윈 항구에는 총 65척의 연합군 군함과 상선이 있었다. 군함에는 미 해군(USN) 구축함 피어리호와 수상기 입찰자 윌리엄 B. 프레스턴호가 포함되어 있었다. 항구에 정박 중인 RAN 함정은 스완과 워레고 호, 코르벳 델로레인 호와 카툼바 호, 보조 기뢰정 군바 호와 톨가 호, 경비정 쿤굴라 호, 창고선 플래티푸스 호, 조사선 서던 크로스 호, 루거 마비 호, 붐넷 호 등이었다. 여러 USN 호와 호주 군함이 다양한 규모의 상선과 함께 항구에 정박해 있었다. 항구에 있는 대부분의 선박은 서로 가까운 곳에 정박해 있었기 때문에 공습의 표적이 되기 쉬웠다. 또한 이 선박들이 공습에 어떻게 대응해야 하는지에 대한 계획도 준비되어 있지 않았다.
지난 2월 초 남서부 태평양 지역 사령부의 육군 상설 함대의 일부로 인수한 옛 필리핀 함정인 미 육군 보급선 돈 이시드로와 플로렌스 D.는 공습 당일 아침 무기와 보급품을 들고 필리핀으로 향하는 배서스트 섬 근처에 있었다.

### 공격 전력
다윈은 항공모함과 NEI의 지상 기지에서 날아오는 항공기의 공격을 받았다. 공습에 참여한 주요 병력은 나구모 주이치 제독이 지휘하는 제1항공모함대였다. 이 병력은 항공모함 아카기, 가가, 히류, 소류과 강력한 지상 함정 호위 병력으로 구성되었다. 태평양 전쟁이 시작될 때 4척의 항공모함 모두 진주만 공격에 참여했다. 항공모함 기반 항공기 외에도 54대의 지상 폭격기가 0956에서 첫 번째 폭격기를 공격한 지 거의 2시간 만에 다윈을 공격했다. 이 폭격기는 암본에서 비행하는 27대의 G3M "Nell" 폭격기와 셀레브레스의 켄다리에서 작전을 수행하는 27대의 G4M "Betty" 폭격기로 구성되었다.

## 공습

### 제1차 공습
일본 항공모함 4척은 2월 19일 아침 188대의 항공기를 발진했다. 승무원들의 주요 목표는 다윈 항구의 선박과 항만 시설을 공격하는 것이었다. 이들의 항공기는 97식 함상공격기 81대, 99식 함상폭격기 71대, 미쓰비시 A6M 제로 전투기 36대로 구성되었다. B5N은 특수 목적으로 제작된 뇌격기였지만, 대신 최대 800킬로그램(1,800파운드)의 폭탄을 탑재할 수 있었고, 이 경우 어뢰가 사용되었다는 증거는 없으며, D3A는 최대 514킬로그램(1,133파운드)의 폭탄을 탑재할 수 있다. 이 모든 항공기는 오전 8시 45분에 발진했다. 이 파도는 진주만 공습 당시 공격자들의 첫 번째 공습을 지휘했던 아카키의 비행대장 후치다 미쓰오이 주도했다.
제로기들 다윈으로 향하던 중 미 해군 PBY 카탈리나를 격추하고 멜빌 섬 인근 지상에서 USAAF C-47 스카이트레인을 매었다. 오전 9시 35분, 호주 해안 감시원이기도 했던 배서스트 섬의 성심 임무단 맥그라스 신부는 페달 라디오를 통해 다윈의 통합 무선 우편 라디오 방송국에 많은 항공기가 상공을 비행하며 남쪽으로 나아가고 있다는 메시지를 보냈다. 그런 다음 메시지는 오전 9시 37분에 호주 왕립 공군 작전국에 전달되었다. 기상 악화에 대한 보고로 인해 목격된 항공기가 당시 다윈으로 회항하던 USAAF P-40 10대라고 잘못 판단하여 오전 10시경에야 일반 경보가 발령되었다. 그 결과 다윈 공습 사이렌은 공습 전에는 울리지 않았다.
제로 전투기를 타고 에스코트 비행을 하던 나가하마 요시카즈 준장은 PBY 비행정을 공격하던 중 편대에서 분리되어 남쪽에서 공격 방향을 바꾸고 있는 공격대보다 먼저 단독으로 도시 상공에 도착했다. 그는 미 육군 공군 P-40 워호크 전투기 5대와 교전하여 단독으로 4대를 격추했다.

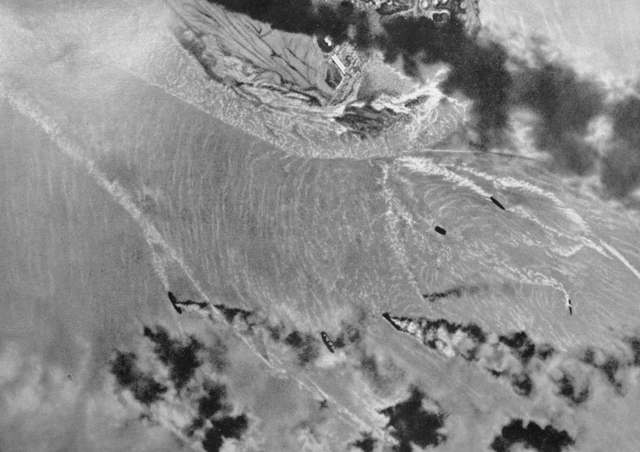
다윈 항구에서 불타고 있는 선박을 촬영한 항공 사진으로, 일본 해군 항공대가 1차 공습 당시 촬영한 것입니다.

일본군 침입자들은 오전 9시 58분 다윈 상공에 도착하기 시작했다. HMAS 건바는 여러 명의 제로 전투기에 치여 공격을 받은 최초의 선박이었다. 이 무렵 마을의 공습 사이렌이 뒤늦게 울렸다. 그 후 일본군 폭격기는 다윈 항구의 선박에 대해 급강하 폭격과 평준화 폭격 공격을 가했다. 이 공격은 30분 동안 지속되어 군함 3척과 상선 6척이 침몰하고 다른 10척의 선박이 손상되었다. 침몰한 선박은 USS 피어리호, HMAS 마비호, USAT 메이그스호, MV 넵투나호(다윈의 주요 부두에 정박 중 폭발), 뉴질랜드, SS 마우나 로아호, MV 영국 운전기사였다. 유조선 칼라일호와 석탄 운반선 켈랏호는 나중에 침몰했다. 부두가 폭격을 받아 작업하던 노동자 최소 21명이 사망했다.
플로이드 펠 소령의 33 추격 비행대대의 P-40 중 한 대를 제외한 모든 것이 일본군에 의해 격추되거나 파괴되었다. 일본군 항공기는 기지와 민간 비행장은 물론 마을의 육군 막사와 석유 저장고를 폭격하고 폭격했다. 이 모든 시설은 심각한 피해를 입었다.
폭격기들은 10시 10분경 다윈 지역을 떠나기 시작했다. 항공모함으로 돌아가는 길에 승무원들은 항구 바로 바깥에 필리핀 선적 화물기 두 대가 누워 있는 것을 발견했다: 플로렌스 D.와 돈 이시드로. 이 정보는 그날 오후 두 번째 급습(두 선박 모두 침몰)을 계획하는 데 기여했다.
일본의 손실은 항공기 5대와 승무원 3명에 불과했을 수 있다. 또 다른 34대의 일본 항공기는 전투 피해를 입고 무사히 착륙했다. 준위 츠루 가츠요시 츠루와 우치카도 다케조 준장(1계급)은 99식 함상폭격기(3304호, 꼬리 번호 AII-254)가 RAAF 다윈 근처에 추락하여 사망했다. 도요시마 하지메 준장(일명 미나미 다다오)은 멜빌 섬에 손상된 제로(5349호, 꼬리 번호 BII-124)를 불시착한 후 포로로 잡혔다. 일본 함대 근처에서 투신하여 구조된 사람으로는 플라이어 1계급 에가와 요시오, 플라이어 1계급 야마다 다케시, 플라이어 1계급 킨지 후나자키 등이 있습니다. 2013년에는 일본 기록에서 나카지마 97식 함상공격기가 '총성'으로 바퀴 손상을 입어 두 승무원(이름 미상)이 모두 버리다 (파괴자 타니카제에 의해) 구조되었다는 언급이 발견되었다.
연합군의 대공 사격은 비교적 격렬했으며, 일본 항공기 두 대를 제외한 모든 항공기가 손실되었다고 주장했을 수 있다. 첫 번째 공격이 있을 때까지 USAAF P-40 조종사 중 한 명만 공중에 떠 있었는데, 로버트 오스트라이처 중위는 99식 함상폭격기가 한 발 격추되고 한 발이 손상된 것으로 미국과 일본 소식통으로부터 인정받았다. 토요시마의 제로는 19대대대의 사퍼스 톰 램과 렌 오셔의 소형 무기 발사로 인해 격추된 것으로 추정됩니다. 대부분의 항공 역사가들은 쓰루와 우치카도의 아이치가 위넬리에 있는 호주 육군 주요 캠프에서 지상 사격으로 격추된 것으로 보고 있다. 에가와는 제로의 손상이 다윈에서 나무에 부딪힌 것에서 비롯되었다고 보고했다.

### 제2차 공습
54대의 지상 중형 폭격기(미쓰비시 G3M 27대, 미쓰비시 G4M 27대)로 구성된 두 번째 물결은 정오 직전에 다윈 상공에 도착했다. 폭격기가 목격된 오전 11시 58분에 마을의 공습 사이렌이 울렸다. 일본군은 18,000피트(5,500m) 상공을 비행하는 두 그룹으로 나뉘었다. 이 중 하나는 남서쪽에서 RAAF 기지 다윈을 공격했고 다른 하나는 북동쪽에서 접근했다. 두 포대는 동시에 기지 상공에 도착하여 폭탄을 동시에 떨어뜨렸다. 그런 다음 일본군 폭격기는 방향을 틀어 기지를 두 번째로 공격했다. 퓨즈 결함으로 인해 호주 중공 격추기는 고공 비행 중인 일본 항공기를 격추하거나 손상시킬 수 없었다. 폭격기는 오후 12시 20분경 다윈 지역을 떠났다.

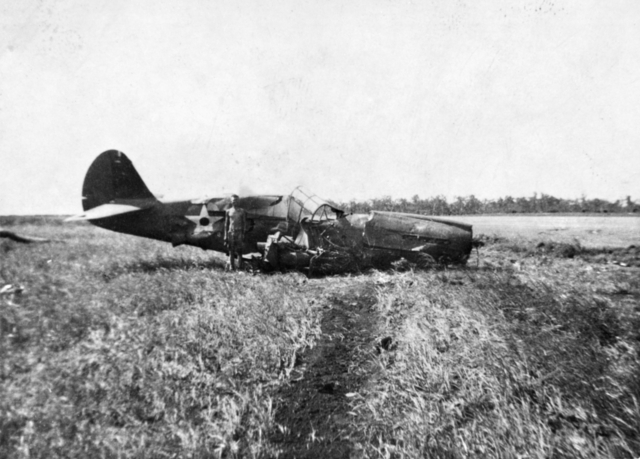
격추된 USAAF P-40E

이 공습으로 인해 RAAF 기지에 광범위한 피해가 발생했지만 사상자는 적었다. 기지에 있던 RAAF 항공기 중 허드슨 경폭격기 6대가 파괴되었고 허드슨과 위라웨이 항공기 1대가 큰 피해를 입었다. 미국 P-40 2대와 B-24 리버레이터 폭격기도 파괴되었다. 6명의 RAAF 요원이 사망했습니다. 루이스와 잉그먼 기지 30대의 항공기가 파괴되었다.
일본 항공모함은 2월 19일 오후 플로렌스 D.와 돈 이시드로 호를 공격하기 위해 소수의 99식 함상폭격기를 발진했다. 돈 이시드로는 이 두 척의 함선 중 가장 먼저 공격을 받았고 멜빌 섬에서 북쪽으로 40킬로미터(25마일) 떨어진 곳에서 빠르게 침몰했다. 84명의 승무원 중 11명이 사망했습니다. 또한 급강하 폭격기는 플로렌스 D.를 공격하여 승무원 4명을 잃고 배서스트 섬에서 그녀를 침몰시켰다. 돈 이시드로의 생존자 전원은 2월 20일에 함정 HMAS 워남불에 의해 구조되었다. 플로렌스 D.의 생존자 중 일부는 배서스트와 멜빌 제도에 착륙했고 나머지는 2월 23일 워남불에 의해 구조되었다. 플로렌스 D.의 생존자 중에는 당시 토마스 H. 무어 중위(나중에 미국 합동참모본부 의장이 됨)가 조종하던 미 해군 PBY의 구조된 승무원들도 포함되어 있다.
하마터면 실수로 접시가 파손된 할스테드 제독은 미군 및 필리핀 함정의 생존자들과 함께 미 육군 자원봉사자들이 14,000드럼의 항공유를 내리는 데 도움을 준 부두로 이송되었다.

## 공습이후
군사적으로 큰 결과는 자바와 필리핀에서의 군수물자을 지원하기 위해 사용할 수 있는 선박의 대부분이 손실되었고, 자바는 호주로부터의 추가 운송이 사실상 차단되었다는 것입니다.
공습으로 다윈은 혼란을 겪었고, 물과 전기를 포함한 대부분의 필수 서비스가 심하게 손상되거나 파괴되었다. 침공이 임박했다는 두려움이 확산되었고 마을의 일부 민간인이 내륙으로 피난하면서 난민들이 몰려들었다. 약탈 신고가 접수되었으며, 보안관도 피고인 중 한 명이었다. 공식 통계에 따르면 공습의 결과로 RAAF 북서부 지역 사령부(NWA) 소속 278명의 직원이 탈영한 것으로 간주되었지만, '탈영'은 대부분 공격 후 RAAF 지상 직원에게 내려진 모호한 명령의 결과라고 주장되고 있다. 저널리스트 더글러스 록우드의 말을 빌리자면, 두 번째 일본 공습 이후 RAAF 다윈 사령관 스튜어트 그리피스:
그의 선임 행정관인 스완 중대장을 소환하여 모든 비행사들에게 큰길로 0.5마일을 이동한 다음 내륙으로 0.5마일을 이동하라는 구두 명령을 내렸다. 이 모호한 만남의 지점에서 [...]는 그들을 먹여 살리기 위한 준비가 이루어졌다. 이 명령은 완전히 혼란으로 이어졌다. 한 구역에서 다른 구역으로, 때로는 장교가 참석하고 때로는 참석하지 않고 입소문을 타면서 이 명령은 원래의 명령을 알아볼 수 없을 정도로 화려해졌다. 궁극적인 형태에서는 특히 그러한 해석을 원하는 사람들이 이 지역을 즉각적이고 일반적으로 대피하라는 명령이 임박했다고 해석했다. 일본군의 침공이 임박했다는 과장된 소문은 이미 마을에서 기지에 도달하여 그들을 믿으려는 사람들 사이에 빠르게 퍼졌다. 자제력이 없는 상황에서 사람들은 소지품을 모으고 기지를 버렸다.
NWA 직원들은 무슨 일이 일어나고 있는지 확인하고 "피해는 발생했으며 이미 수백 명의 남성이 기억할 수 없는 수준"이라는 대규모 명령을 내렸다.
호주 육군은 또한 폭격 후 법질서가 무너지고 그에 따른 혼란으로 인해 "가구, 냉장고, 스토브, 피아노, 옷가지[그리고] 심지어 어린이 장난감"을 포함한 일부 자국 군대가 사유지를 약탈하는 것을 통제하는 데 어려움을 겪었다. 많은 민간인들이 수년 동안 돌아오지 않았거나 돌아오지 않았으며, 전후 몇 년 동안 다윈에 소유했던 일부 토지는 1945년 다윈 토지 취득법에 의해 합법화되어 정부 기관에 의해 수용되었다.
다윈의 폭격으로 1942년 3월 16일과 6월 16일에 걸쳐 스토크스 힐에 위치한 지상 저장 탱크 11개 중 7개가 공습으로 파괴되었다. 이로 인해 1943년 다윈에 지하 저장 탱크가 건설되었다.

## 같이 보기
- 오스트레일리아 전투
- 크리스마스섬 침공
- 제2차 세계 대전 중 일본의 오스트레일리아 침공 제안
- 추축국의 오스트레일리아 해역 활동
- 다윈 군사박물관
- 영화 《오스트레일리아》 - 2008년 미국 영화 작품으로, 영화 후반부에 다윈 폭격에 대한 언급이 나온다.

## 참조
- Coulthard-Clark, Chris (2001). 《The Encyclopaedia of Australia's Battles》. Sydney: Allen & Unwin. ISBN 1-86508-634-7.
- Mitsuo Fuchida and Masatake Okumiya, Midway: the Battle that doomed Japan, Hutchinson, 1957.
- Gill, G. Hermon (1968). 《Royal Australian Navy, 1939–1942》. Australia in the War of 1939–1945. Series 2 – Navy. Canberra: Australian War Memorial. 2009년 5월 25일에 원본 문서에서 보존된 문서. 2013년 2월 22일에 확인함.
- Grose, Peter (2009). 《An Awkward Truth: The Bombing of Darwin, February 1942》 paperback판. Sydney: Allen & Unwin. ISBN 978-1-74237-607-3.
- Timothy Hall, Darwin 1942, Australia Darkest Hour, Methuen Australia, 1980.
- Hiromi, Tanaka (1997). “The Japanese Navy's operations against Australia in the Second World War, with a commentary on Japanese sources”. 《Journal of the Australian War Memorial》 30.
- Lewis, Tom (2003년). 《A War at Home: A comprehensive guide to the first Japanese attacks on Darwin》. Darwin: Tall Stories. ISBN 957735103 |isbn= 값 확인 필요: length (도움말).
- Lockwood, Douglas (1992년). 《Australia's Pearl Harbour. Darwin 1942》 revis판. Melbourne: Penguin Books. ISBN 0-14-016820-6.
- Powell, Allen (1983년). “The Darwin 'panic', 1942”. 《Journal of the Australian War Memorial》 (3, October 1983): 3–9. ISBN 07296274 |isbn= 값 확인 필요: length (도움말).
- Powell, Alan (1988년). 《The Shadow's Edge. Australia's Northern War》. Melbourne: Melbourne University Press. ISBN 0-522-84371-9.